# Monte Naajat (Sermersooq)

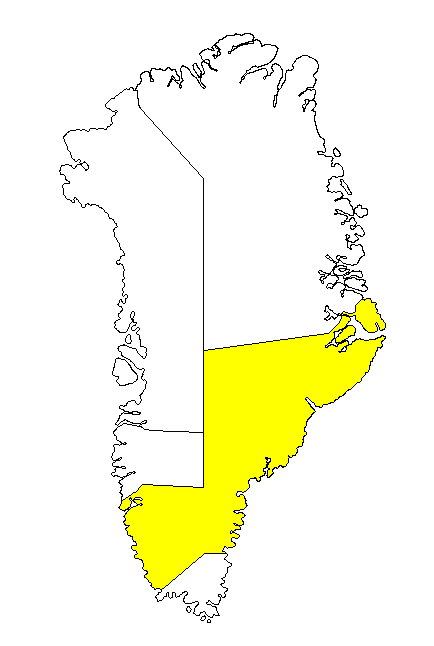
Comune di Sermersooq, dove si trova il monte Naajat

Il monte Naajat (groenlandese: Naajat Inersuat) è una montagna della Groenlandia di 629 m. Si trova a 64°13'N 51°16'O; appartiene al comune di Sermersooq.